# Гамрецький Юрій Маркович
Юрій Маркович Гамрецький (1 січня 1930, Шепетівка — 28 січня 2003, Сан-Франциско) — український історик лівого спрямування. Дослідник Жовтневого перевороту 1917 року, а також російських комуністичних інтервенцій в Україну.

## Біографія
Народився 1 січня 1930 року в місті Шепетівці (тепер Хмельницької області). У 1948–1953 роках навчався на історичному факультеті Київського державного університету. У 1953–1957 роках — учитель історії в сільських школах Тернопільської області, директор школи Києво-Святошинського району Київської області. У 1957–1960 роках — аспірант, у 1960–1966 роках — молодший науковий співробітник, у 1966–1985 роках — старший науковий співробітник, у 1985–1986 роках — завідувач сектора, у 1986–1992 роках — головний науковий співробітник відділу історії Великої Жовтневої соціалістичної революції та громадянської війни Інституту історії АН УРСР.
У 1963 році, під керівництвом доктора історичних наук М. А. Рубача, захистив кандидатську дисертацію на тему: «Радянська історіографія Великої Жовтневої соціалістичної революції на Україні». У 1970 році захистив докторську дисертацію на тему: «Ради робітничих депутатів України в 1917 р.». У 1968 році, як стипендіат ЮНЕСКО, перебував у ФРН, Австрії та Франції.
В період 1970—1980 рр. неодноразово був критикований на рівні ЦК КПУ за введення у науковий обіг документів з історії партії періоду 1-х Визвольних змагань, які не відповідали офіційній лінії в історіографії.
1992 року вийшов на пенсію і виїхав за межі України. Помер 28 січня 2003 року у Сан-Франциско.

## Наукова діяльність
Брав участь у таких колективних роботах, як:
- багатотомна «Історія України» (Том 5. — Київ, 1977, 1984 українською та російською мовами);
- «Историография истории Украинской ССР» (Київ, 1986);
- «Великий Жовтень і Україна» (Київ, 1987);
- «Историография Великой Октябрьской социалистической революции на Украине» (Київ, 1987).

Основні праці:
- Триумфальное шествие Советской власти на Украине. — Київ, 1987 (у співавторстві);
- Ради України в 1917 р. Липень-грудень 1917 р. — Київ, 1974 (у співавторстві.);
- В. І. Ленін і перемога Жовтневої революції на Україні. — Київ, 1967 (у співавторстві);
- Ради робітничих депутатів України в 1917 році (період двовладдя). — Київ, 1966.